# Physoneura costalis
Physoneura costalis är en tvåvingeart som först beskrevs av Edwards 1931.  Physoneura costalis ingår i släktet Physoneura och familjen fjädermyggor. Inga underarter finns listade i Catalogue of Life.